# Open Look

Графический стек X Window System

Open Look (в собственных материалах фигурирует с записью прописными буквами — OPEN LOOK) — спецификация графического интерфейса пользователя для рабочих станций UNIX. Она была создана в конце 1980-х годов корпорациями Sun Microsystems и AT&T.

## История
В конце 1980-х годов не существовало единого стандарта для графического интерфейса пользователя, X Window System становилась общепризнанным решением для графических дисплеев, но её разработчики решили не специфицировать внешний вид графических приложений. В то же время расширялось применение графических интерфейсов в операционных системах основанных не на семействе UNIX: Apple Macintosh была выпущена в начале 1984 года, Microsoft Windows — в 1985 году.
Спецификация появилась в результате сотрудничества Sun и AT&T, которые совместно разрабатывали очередную версию AT&T UNIX — SVR4. Xerox PARC также участвовала в создании и тестировании продукта.
Спецификация была анонсирована в апреле 1988 года. Месяцем позже группа конкурентов AT&T и Sun сформировала Open Software Foundation. OSF создала графический интерфейс Motif в качестве альтернативы Open Look.

## Описание

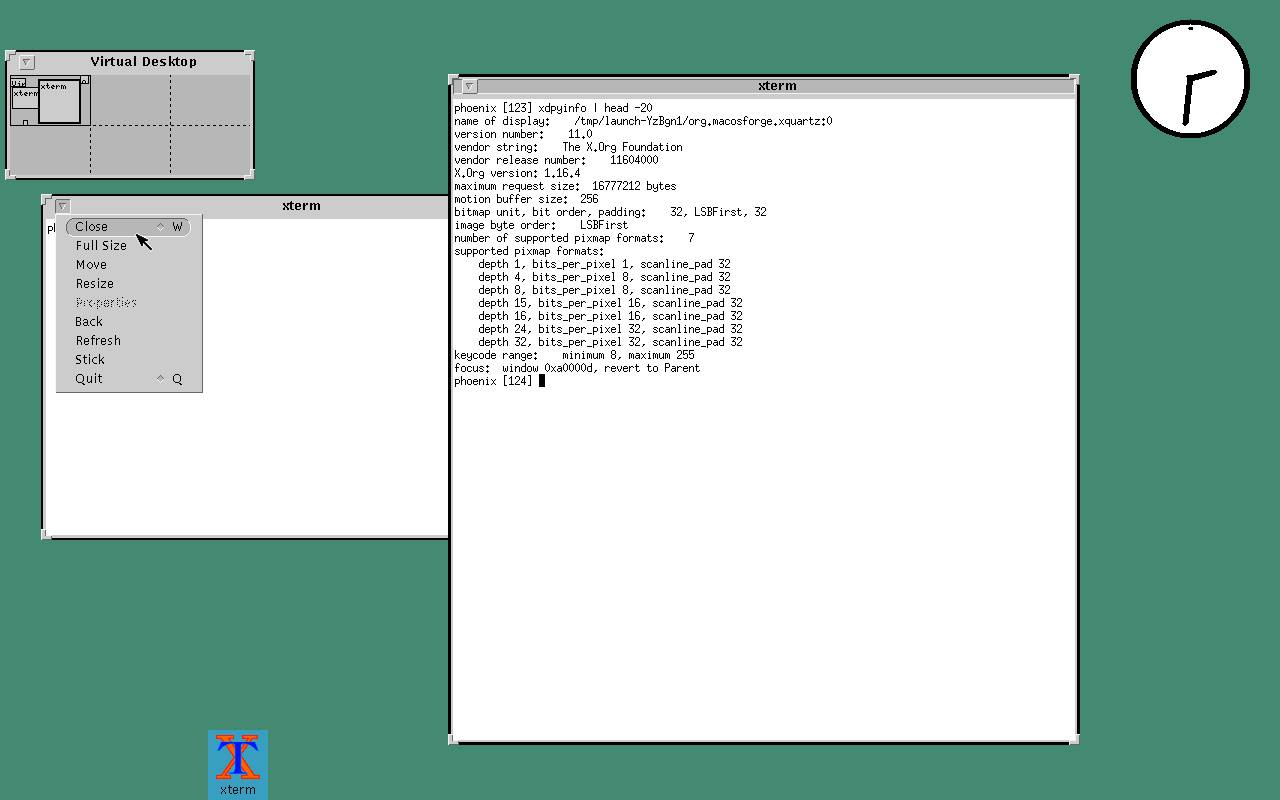
Рабочий стол под управлением olvwm, показывающий xterms, oclock, диспетчер виртуального рабочего стола и меню окна.

Графические системы на основе Open Look отличаются овальными кнопками и треугольными глифами для ниспадающих меню. Цель Open Look была сформулирована как предоставление чистого и простого интерфейса, такого, чтобы пользователь концентрировался на приложениях, а не на самом интерфейсе. Изначально реализации Open Look были чёрно-белыми, «объёмный» внешний вид с тенями был добавлен позже в ответ на появление трёхмерных эффектов в Motif.
Open Look — это спецификация внешнего вида, а не конкретных реализаций, поэтому она могла быть реализована с использованием различных программных средств. Были созданы реализации для X Window System и NeWS от Sun.
Sun разработала версию Open Look на основе X Window System и назвала её OpenWindows. Для создания программного обеспечения для OpenWindows можно было использовать Open Look Intrinsics Toolkit или XView. Также существовал The NeWS Toolkit — реализация Open Look для приложений NeWS. Поддержка приложений NeWS была прекращена в OpenWindows в 1993 году.

## Прекращение использования

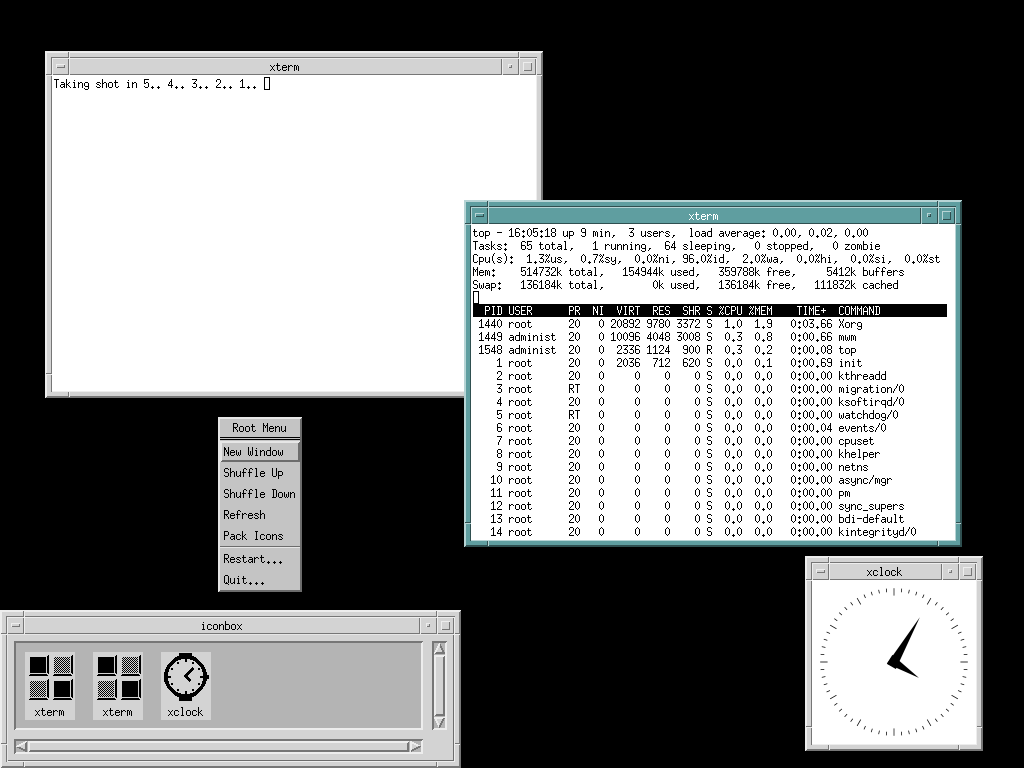
Motif Window Manager (MWM)

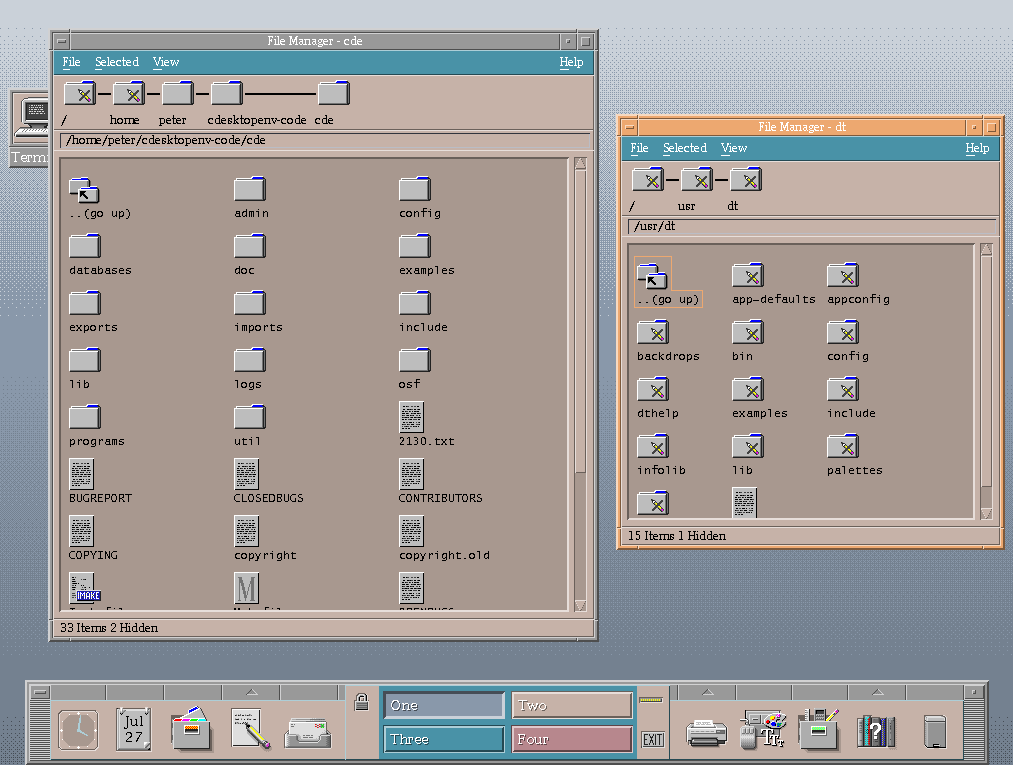
Common Desktop Environment (CDE)

В июне 1993 года основные игроки рынка юникс-систем, включая AT&T и Sun, осознали необходимость лучшей стандартизации UNIX для конкуренции с Microsoft и для этих целей создали специализированную организацию — Common Open Software Environment, в рамка которых была выработана унифицированная графическая система Common Desktop Environment (CDE) с внешним видом на основе Motif. Sun объявила о планах по немедленной замене OpenWindows на Motif.
Sun стала предлагать Motif development toolkit и менеджер окон Motif Window Manager в качестве отдельного продукта для использования в операционной системе Solaris до 1995 года, когда была выпущена CDE. OpenWindows оставалась основной графической систеой в Solaris до 1997, когда CDE стала основной графической системой в Solaris 2.6. Даже после этого OpenWindows включалась в состав Solaris и могла быть использована вместо CDE.
В 2002 была выпущена Solaris 9 и поддержка приложений на основе XView и OLIT была убрана, также как оконного менеджера olwm и инструментов DeskSet.
Приложения, разработанные с помощью XView и OLIT, могут работать в Solaris 9 и 10. Существует два проекта, продолжающие разработку приложений для OpenWindows: «OWAcomp» и «openlook».